# I Liceum Ogólnokształcące im. Króla Kazimierza Wielkiego w Olkuszu
I Liceum Ogólnokształcące im. Króla Kazimierza Wielkiego w Olkuszu – liceum ogólnokształcące z siedzibą w Olkuszu.

## Historia
Szkoła została założona w 1916 roku pod przewodnictwem Antoniego Mińkiewicza jako męskie gimnazjum. Rok później powstało również żeńskie liceum, którego pierwszą dyrektorką została Maria Grużewska. W latach dwudziestych gimnazjum otrzymało nazwę "Państwowe Gimnazjum Męskie im. Króla Kazimierza Wielkiego", a w 1939 roku nastąpiło połączenie szkół, które przybrały nazwę "Liceum Ogólnokształcące im. Króla Kazimierza Wielkiego".

## Dyrektorzy
| Lata      | Dyrektor              |
| --------- | --------------------- |
| 1916-1917 | Włodzimierz Włodarski |
| 1917-1919 | Jan Rzepecki          |
| 1919-1920 | Stefan Czapliński     |
| 1920-1929 | Władysław Dubaj       |
| 1929-1930 | Jan Drozd-Gierymski   |
| 1930-1938 | Mieczysław Berezowski |
| 1938-1939 | Jacek Jedliński       |
| 1939-1940 | Bronisław Ryś         |
| 1945-1946 | Elżbieta Zbieg        |
| 1946-1947 | Zygmunt Michalski     |
| 1947-1950 | Józef Fijałek         |
| 1950-1964 | Stanisław Wilczyński  |
| 1964-1966 | Gabriela Zub          |
| 1966-1980 | Franciszek Lisowski   |
| 1980-1987 | Waldemar Dziuba       |
| 1987-1991 | Halina Wójcik         |
| 1991-2011 | Zdzisława Wasilewska  |
| 2011-     | Irena Majda           |

| Lata      | Dyrektor        |
| --------- | --------------- |
| 1917-1932 | Maria Grużewska |
| 1932-1946 | Elżbieta Zbieg  |

## Rankingi
W 2024 roku szkoła zajęła pierwsze miejsce w powiecie olkuskim oraz 34. w województwie małopolskim w rankingu liceów ogólnokształcących czasopisma „Perspektywy”.

## Znani absolwenci
Liceum może poszczycić się wieloma znanymi absolwentami.
- Wiesław Banyś – prof. nauk humanistycznych
- Marian Cholewka – pilot myśliwski, kawaler Virtuti Militari
- Adam Cyra – historyk
- Olgerd Dziechciarz – pisarz
- Stanisław Fita[5] – historyk literatury
- Joanna Gamrot[6] – gimnastyczka
- Tadeusz Garbuliński – prof. nauk weterynaryjnych
- Łukasz Jarosz – poeta
- Edyta Kalinowska[6] – gimnastyczka
- Małgorzata Kiwior-Filo – politolożka
- Antoni Kocjan[7] – konstruktor
- Tadeusz Kołodziej – ekonomista
- Andrzej Kosiniak-Kamysz – polityk
- Kazimierz Kosiniak-Kamysz – prof. nauk rolniczych
- Marek Krzystanek – lekarz, poeta
- Tomasz Kulawik[6] – piłkarz
- Henryk Matuszczyk[8] – kontradmirał
- Andrzej Muszyński – pisarz, podróżnik
- Jerzy Skoczylas – satyryk
- Bogdan Szczygieł – pisarz, podróżnik